# آن‌سوی زندگی
آن‌سوی زندگی (به فرانسوی: De l'autre côté du lit) یا در در طرف دیگر تخت فیلمی محصول سال ۲۰۰۸ و به کارگردانی پاسکواله پوزادوکس است. در این فیلم بازیگرانی همچون سوفی مارسو، دنی بون، انی دوپره و آرمل ایفای نقش کرده‌اند.